# Réserve naturelle régionale orientée de la côte orientale de Tarente
Le réserve naturelle régionale orientée de la côte orientale de Tarente (en italien : Riserve Naturali Regionali Orientate del Litorale Tarantino Orientale) est une réserve naturelle orientée (RNI) créée dans les Pouilles en 2002. La zone est située le long de la côte et dans l'arrière-pays de la commune de Manduria dans la Province de Tarente.

## Description
La réserve, créée dans les années 2000 sur une superficie de 1 113,22 ha, n'a été inscrite sur la Liste des espaces naturels protégés italiens qu'à partir de la mise à jour de 2010. Certaines oasis naturelles et zones d'intérêt sont incluses dans la réserve naturelle orientée, en particulier deux noyaux territoriaux distincts sont identifiés : le Bosco dei Cuturi et le Bosco dei Rosa Marina avec la Foce del Chidro, dans l'arrière-pays, et un deuxième noyau, caractérisé par la typique végétation d'un environnement côtier à forte salinité, composée de la Salina dei Monaci, des dunes de Torre Colimena, du Palude del Conte et de la dune côtière associée.

### La saline des moines et les dunes de la tour Colimena

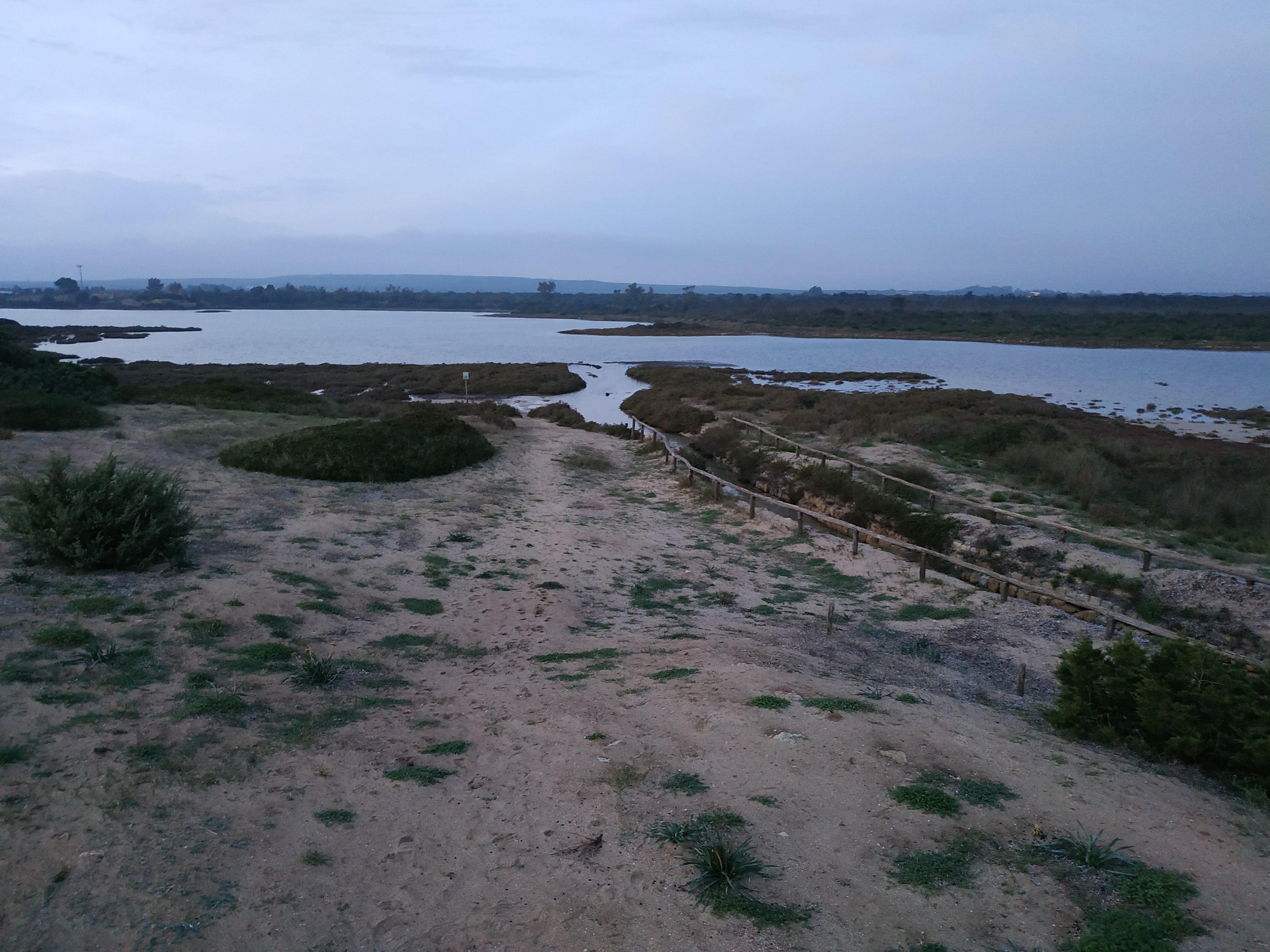
Le canal de la saline des moines

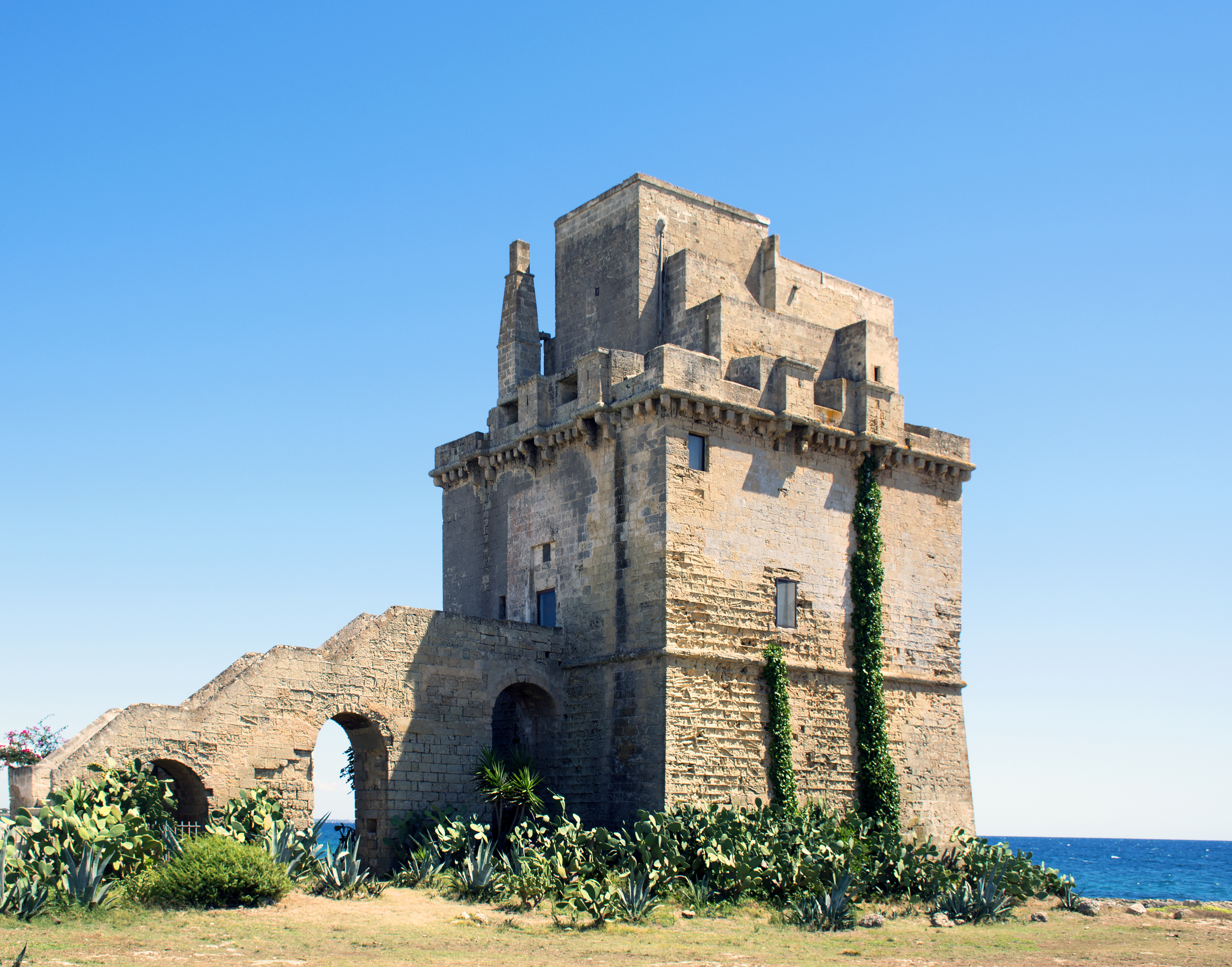
Les dunes de Torre Colimena

Située dans la partie ouest de Torre Colimena (it), c'était à l'origine une dépression située derrière les dunes côtières et reliée à la mer par un canal. Utilisée pour la collecte du sel alimentaire, au moins depuis 1731, la zone a fait l'objet d'une légère action de réhabilitation antipaludique dans la période 1940-1950, et a subi une dégradation environnementale au cours de la période 1960-1970, avec la construction du canal côtier ionien et de la route du Salento. 
Aujourd'hui, la route a été déplacée juste au nord de la zone et l'ancienne route côtière transformée en chemin. Dans la partie nord du marais se trouvent les vestiges de l'ancienne Torre delle Saline, l'entrepôt contenant le sel, le précieux or blanc. Les moines bénédictins ont donné leur nom au marais salant : installés dans un couvent, ils se consacraient à l'exploitation des gisements naturels de sel, dont il reste aujourd'hui une chapelle ornée de fresques connue sous le nom de Madonna del Carmelo. Dans l’Antiquité, le sel était une ressource très recherchée en raison de ses nombreuses propriétés et de son utilisation dans divers domaines, c’est pourquoi on l’appelait « or blanc ». Son extraction était une activité très rentable et il est facile d'imaginer à quel point cette zone a également joué un rôle fondamental dans l'économie de la région environnante. À cet effet, les Bénédictins construisirent, sur la rive nord, un grand entrepôt composé de plusieurs pièces couvertes de voûtes en berceau surbaissées. La particularité de ces pièces réside dans la conformation des sols en « dos d'âne », qui permettaient à l'eau de s'écouler hors de la masse de sel humide.

### Le marais du Conte et la dune côtière
Il s'agit d'une zone située à l'est de Torre Colimena, composée de plages bordées de dunes hautes et vierges, fréquentées par très peu de personnes étant donné la difficulté d'y accéder, car on y accède par un petit chemin au-delà du bassin de Conte, construit avec l'objectif de récupérer la zone des marais du même nom, dont il reste aujourd'hui une grande et épaisse roselière entre les deux provinces de Tarente et de Lecce.

### Les bois de Cuturi et Rosamarina
Le Bosco dei Cuturi e Rosamarina sont ce qui reste d'une vaste forêt qui couvrait une grande partie du nord du Salento. Rosamarina et Cuturi sont situées à environ 6 km de Manduria. La  forêt de Cuturi s'étend sur environ 37,5 ha et est protégée par des murs en pierres sèches.
La surface de la forêt n'est pas entièrement homogène, car dans les clairières se trouvent très souvent des saillies de roche calcarénitique qui atteignent environ 2 m de hauteur, témoignage d'anciennes carrières à partir desquelles les Messapiens obtenaient les matériaux pour la construction de la ville antique voisine.

### La bouche du Chidro

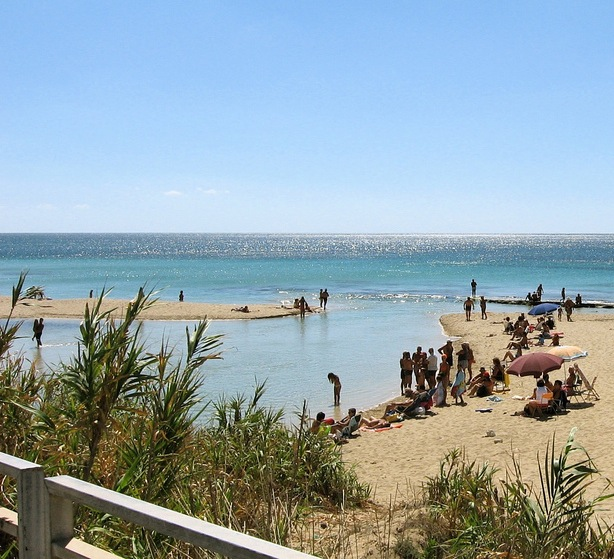
la bouche du Chidro.

Le fleuve côtier Chidro, de 400 m de long, est située près de San Pietro in Bevagna (it). Alimentée par des eauxsouterraines, elle forme trois plans d'eau qui se jette dans la mer. il est particulièrement riche en poissons.
Son importance est reconnue par les oasis naturalistes dont elle fait aujourd'hui partie. La biodiversité est également importante pour les espèces migratrices qui traversent la province orientale de Tarente.

### Faune

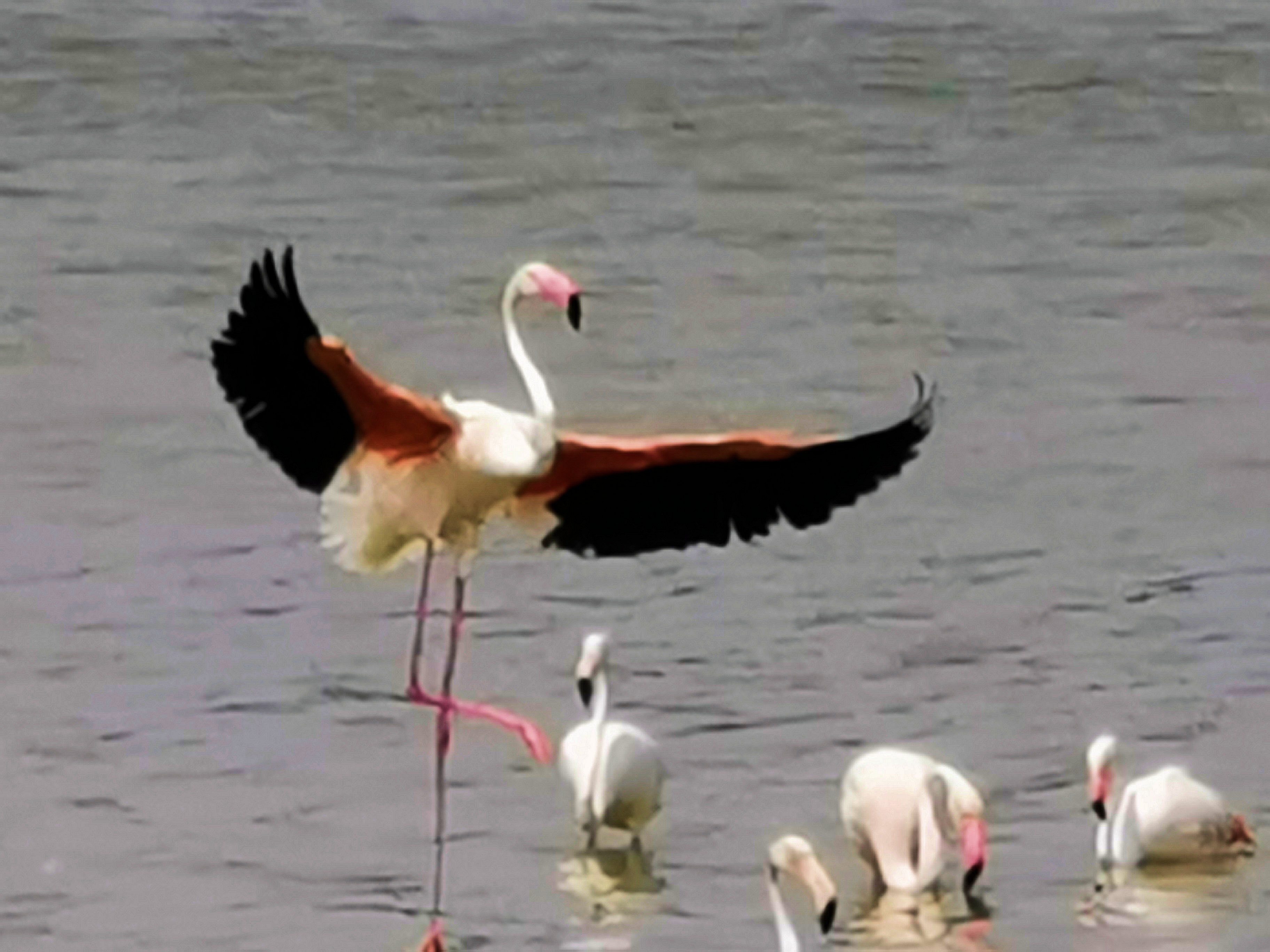
Flamants roses.

La Salina dei Monaci est un excellent endroit pour observer les oiseaux. Initialement zone de repos réservée aux flamants roses (Phoenicopterus roseus) pendant les phases de migration, elle s'est transformée au fil du temps en zone de nidification et les flamants roses ainsi que les autres oiseaux migrateurs sont devenus sédentaires et peuvent être admirés toute l'année.

### Flore

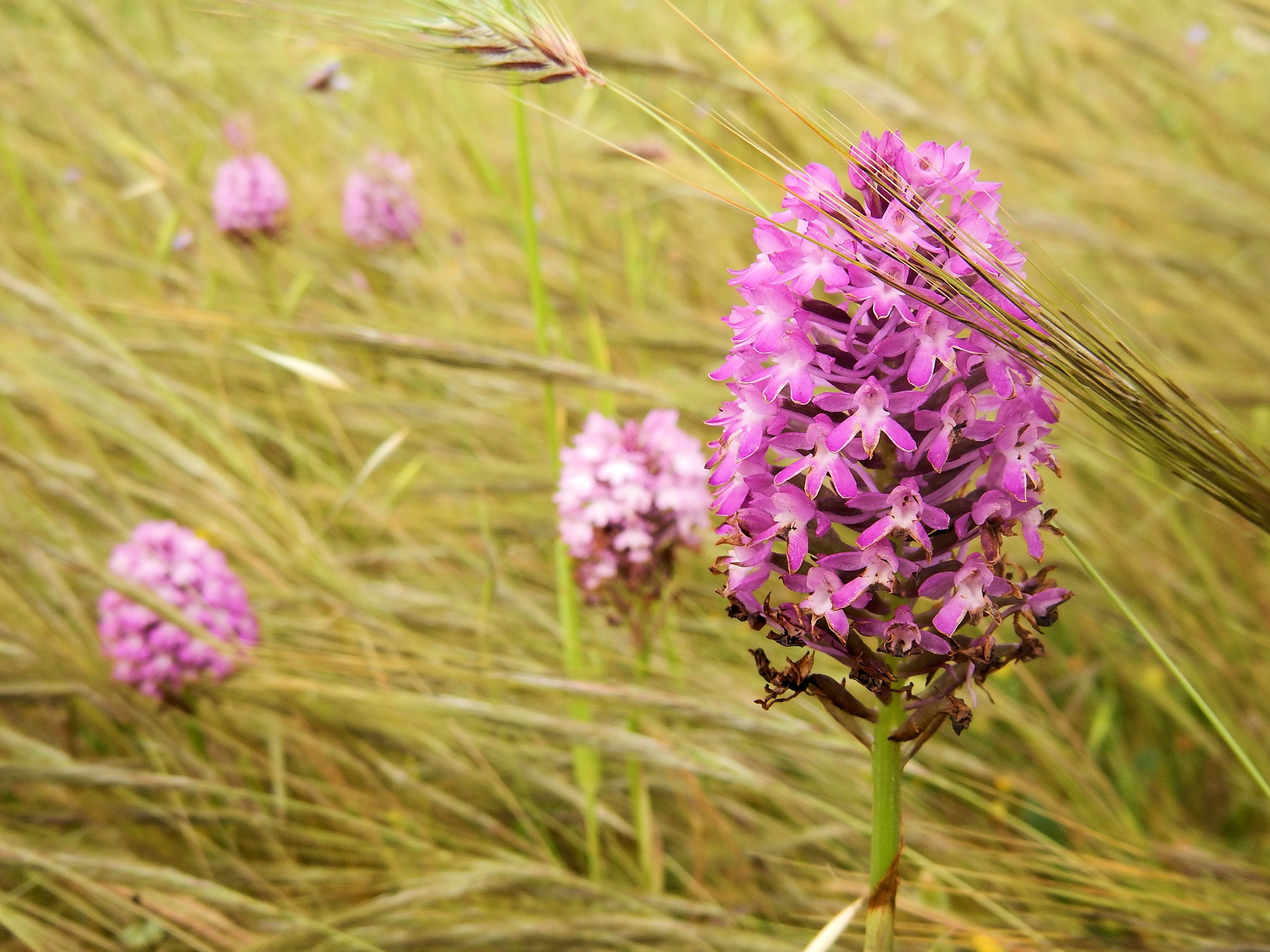
Jacinthe des marais.

La saline de Monaci est typique de la présence de salicornes, composées de plantes halophiles. Le maquis méditerranéen est formé par l'association d'espèces d'arbustes bas : Calicotome, Calicotome spinosa, Cistus salviifolius, Cistus monspeliensis, Pistacia lentiscus, Myrtus communis, Phillyrea latifolia et de vastes floraisons de Jacinthes.